# Карл Ландщайнер
Карл Ландщайнер (на немски: Karl Landsteiner) е австро-американски патолог и серолог.

## Биография
Роден е на 14 юни 1868 година в Баден, Австрия. През 1885 г. защитава матурата си в Staats Gimnasium на Wasagaße. През същата година започва да следва „Медицина“ във Виенския университет, който завършва през 1891 г. Работейки като патолог във Виена, открива (1901) AB0-системата на кръвната група, за което получава Нобелова награда за физиология или медицина през 1930 г.
Съвместно с Ервин Попер (Erwin Popper) доказва (1909) инфекциозната природа на полиомиелита (открива полиомиелитния вирус). През 1911 г. става професор във Виенския университет.
По време на Първата световна война емигрира в Нидерландия. Приема покана да ръководи лаборатория в Центъра за медицински изследвания на Рокфелеровия университет в Ню Йорк през 1922 г. Придобива гражданство на САЩ през 1929 г.
Заедно с Александър Винер (Alexander S. Wiener) и Филип Левайн (Philip Levine) открива резус-фактора (Rh) през 1940 г.
Карл Ландщайнер е човек, пълен с енергия и интелектуално любопитство. Той свири отлично на пиано.
По време на работа в лабораторията си в Рокфелеровия университет получава инфаркт и умира 2 дни по-късно на 75-годишна възраст на 24 юни 1943 година.

## Произведения
- Über die Agglutinationserscheinungen normalen menschlichen Blutes. 1901
- Die Spezifizität der serologischen Reaktionen. 1933